# Eleganckie chłopaki
Eleganckie chłopaki – drugi album zespołu Bracia Figo Fagot, wydany 5 października 2013. Nagrania dotarły do 6 miejsca listy OLiS. Na płycie znalazło się 5 publikowanych wcześniej utworów, między innymi „Wóda zryje banie” czy „Elegancja Francja” oraz 7 zupełnie nowych utworów.
Płyta została nagrana w 3 dni.

## Spis utworów
1. „BFF” – 3:08
2. „Pisarz miłości” – 4:27
3. „Już polane stoi szkło” – 3:54
4. „Bujaj łbem do przodu” – 4:07
5. „Elegancja Francja” – 4:19
6. „Ballada o Stachu żołnierzu” – 3:51
7. „Wóda zryje banie” – 3:23
8. „Piękna dziewczyno” – 2:02
9. „Zobacz dziwko co narobiłaś” – 4:51 (z gościnnym udziałem Sztefana Wonsa)
10. „Pościelówa” – 3:46
11. „Jagiełło” – 3:30
12. „Pioseneczka o woreczku mosznowym” – 1:56

## Wykonawcy
- Bartosz Walaszek – Filip Barłoś, ps. „Fagot” – instrumenty klawiszowe, wokal prowadzący i wspierający
- Piotr Połać – Fabian Barłoś, ps. „Figo” - wokal prowadzący i wspierający

W teledysku do utworu „Zobacz dziwko co narobiłaś” wystąpił Czesław Mozil.